# Alberto Hidalgo
Alberto Hidalgo Lobato (Arequipa, 23 de mayo de 1897-Buenos Aires, 12 de noviembre de 1967) fue un poeta y narrador peruano. Su obra fue exaltadamente individualista. Fue el primer poeta peruano con vocación y voluntad vanguardista, después del chileno Vicente Huidobro a nivel hispanoamericano. Fue nominado al Premio Nobel de Literatura en 1966.

## Biografía
Alberto Hidalgo fue hijo de Manuel Hidalgo y Juana Lobato. Militó en el Partido Aprista Peruano, al cual posteriormente renunció, como su compatriota Magda Portal, tras denunciar que la corrupción había sentado sus reales en esa organización política. Estudió medicina en la Facultad de Ciencias Naturales de la Universidad Nacional Mayor de San Marcos, pero abandonó la carrera debido a su interés por la poesía.
En 1919 Hidalgo jugó un rol importante en el ambiente vanguardista. Participó y editó junto a Jorge Luis Borges y Vicente Huidobro el Índice de la nueva poesía americana (1926). Conoció a Xul Solar, Ricardo Güiraldes, Oliverio Girondo, Macedonio Fernández, Leopoldo Marechal y Rafael Squirru, entre otros. Creó las revistas Oral y Pulso.
Obra posterior fue Actitud de los años. La ideología izquierdista y combativa de Hidalgo y su vinculación con el Perú se refleja en sus poemarios Carta al Perú (1957) y Poesía inexpugnable (1962), en los días de guerra.
Además de su obra poética, escribió cuentos publicados originalmente y en su mayoría en Caras y Caretas, y luego editados bajo el título Los sapos y otras personas (1927), único libro de cuentos del autor. Se dedicó también a obras de teatro. Escribió el ensayo Diario de mi sentimiento (1937), en el que comenta de forma bastante personal e irreverente el ambiente artístico de su época. Mención aparte merece una colección de libros de difusión de la obra de Sigmund Freud, publicados entre 1930 y 1945 bajo el seudónimo de Dr. J. Gómez Nerea, que contribuyeron a la divulgación del psicoanálisis en Argentina.
Falleció en Buenos Aires el 12 de noviembre de 1967, pocos meses después de recibir el Gran Premio de Honor otorgado por la Fundación Argentina para la Poesía, único reconocimiento recibido en vida. Fue enterrado en el cementerio de la Chacarita.
Por su obra literaria, es propuesto dos veces para el Premio Nobel de Literatura en 1957 cuando fue apoyado por el grupo encabezado por Gabriela Mistral, y nuevamente en 1967. El poeta Bernardo Rafael Álvarez fue influenciado por la obra de Hidalgo.[cita requerida]. Los restos de Alberto Hidalgo fueron repatriados en 1971 a su ciudad natal y reposan en un mausoleo del Cementerio General de la Apacheta.

## Simplismo
El simplismo es una técnica literaria que, influida por el futurismo y el creacionismo, consistía en el uso extensivo de la metáfora y la autonomía de cada verso, condensando de este modo su lenguaje poético, generalmente altamente subjetivo.

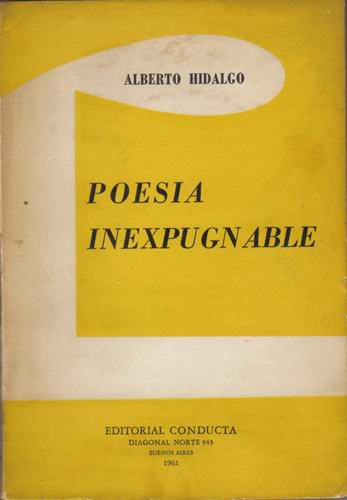
Poemario Poesía inexpugnable, publicado en Buenos Aires en 1962.

## Obra
- Arenga lírica al emperador de Alemania. Otros poemas. (con prólogo de Miguel Ángel Urquietado) (Arequipa: Tip. Quiroz Hnos. 1916).
- Panoplia lírica. (con un estudio crítico de Abraham Valdelomar) (Lima: Imp. Víctor Fajardo. 1917).
- Cromos cerranos. (Santiago: s/e. 1918).
- Hombres y bestias. (Arequipa: Edición del autor. 1928).
- Las voces de colores. (Arequipa: s/e. 1918).
- Jardín zoológico. (Arequipa: Tip. Quiroz Perea. 1919).
- Joyería: poemas escogidos. (Buenos Aires: Virus. 1919).
- Muertos, heridos y contusos. (Buenos Aires: Imp. Mercatali. 1920).
- España no existe. (Buenos Aires: Edición del autor. 1921).
- Química del espíritu. (Buenos Aires: Imp. Mercatali. 1923).
- Simplismo: poemas inventados. (Buenos Aires: El Inca. 1925).
- Índice de la nueva poesía americana. (prólogo junto a Jorge Luis Borges y Vicente Huidobro) (Buenos Aires: El Inca. 1926).
- Ubicación de Lenin: poemas de varios lados. (Buenos Aires: El Inca. 1926).
- Los sapos y otras personas. (Buenos Aires: El Inca. 1927).
- Descripción del cielo, poemas de varios lados. (Buenos Aires: El Inca. 1928).
- Actitud de los años. (Buenos Aires: M. Gleizer. 1933).
- Diario de mi sentimiento (1922-1936). (Buenos Aires: Edición del autor. 1937).
- Dimensión del hombre. (Buenos Aires: F. A. Colombo, impresor. 1938).
- Edad del corazón. (Buenos Aires: Edición del Teatro del Pueblo. 1940).
- Tratado de poética. (Buenos Aires: Feria. 1944).
- El universo está cerca. (Buenos Aires: Feria. 1945).
- Oda a Stalin. (Buenos Aires: El Martillo. 1945).
- Poesía de cámara. (Buenos Aires: Gráf. Continental. 1948).
- Anivegral. (Buenos Aires: Mía. 1952).
- Carta al Perú. (Buenos Aires: El Ateneo. 1953).
- Espacio-tiempo. (Buenos Aires: Bajel de Plata. 1956).
- Aquí está el anticristo. (Buenos Aires: Máfaga. 1957).
- Odas en contra. (París

Tinta de Fuego. 1958).
- Biografía de yomismo: poemas. (Lima: Juan Mejía Baca. 1959).
- Historia peruana verdadera. (Lima: Juan Mejía Baca. 1961).
- Poesía inexpugnable. (Buenos Aires: Conducta. 1962).
- Árbol genealógico. (Lima: Juan Mejía Baca. 1963).
- La vida es de todos. (Buenos Aires: Carro de Tespis. 1965).
- Su excelencia, el buey. (Buenos Aires: Carro de Tespis. 1965).
- Volcánida. (Buenos Aires: Kraft. 1967).
- Poemas simplistas, en edición de Juan Bonilla (Málaga: Zut Ediciones, 2009).

Bajo el seudónimo Dr. J. Gómez Nerea publicó la colección "Freud al alcance de todos", que contiene los siguientes títulos:
- Freud: el misterio del sueño. (Buenos Aires: Tor. 193?-194?).
- Freud y el problema sexual. (Buenos Aires: Tor. 193?-194?).
- Freud y la higiene sexual. (Buenos Aires: Tor. 193?-194?).
- Freud y los actos maniáticos. (Buenos Aires: Tor. 193?-194?).
- Freud y el chiste equívoco. (Buenos Aires: Tor. 1939).
- Freud y la perversión de masas. (Buenos Aires: Tor. 1942).
- Freud y las degeneraciones. (Buenos Aires: Tor. 1944).
- Freud y su manera de curar. (Buenos Aires: Porvenir. 1944).
- Freud y los orígenes del sexo anal. (Buenos Aires: Tor. 1946).